# Dianpisaura songi
Dianpisaura songi is een spinnensoort in de taxonomische indeling van de kraamwebspinnen (Pisauridae).
Het dier behoort tot het geslacht Dianpisaura. De wetenschappelijke naam van de soort werd voor het eerst geldig gepubliceerd in 2000 door Zhang.